# Oberea manipurensis
Oberea manipurensis là một loài bọ cánh cứng trong họ Cerambycidae.